# Ranzo
Ranzo (en ligur Rànso) és un comune italià, situat a la regió de la Ligúria i a la província d'Imperia. El 2015 tenia 557 habitants.

## Geografia
Té una superfície de 10,86 km² i la frazione de Costa Bacelega. Limita amb Aquila d'Arroscia, Borghetto d'Arroscia, Casanova Lerrone, Nasino i Onzo.

## Evolució demogràfica
| Gràfica d'evolució de Ranzo entre 1861 i 2011 |
|                                               |
| Font: ISTAT                                   |